# Синевир
Синевѝр е високопланинско езеро в Украйна, най-голямото в Украинските Карпати и най-голямото високопланинско езеро в страната. Намира се в Межгорски район, Закарпатска област на Украйна. Заради красотата си е наричано още „Перлата на Карпатите“. Както много други места, и това езеро е забулено от легенди и загадки.

## Описание
Езерото Синевир е разположено сред горите и скалите по южните склонове на планинския масив Горгани, във външния пояс на Карпатите. Обградено е от планините Езерна (1495 m) и Сленизир (1235 m). Намира се на територията на едноименния национален парк, създаден през 1989 г. върху 40 400 ha площ. Най-близкият населен пункт до него е село Синевирска поляна, което се намира приблизително на 5 km от езерото.
Разположено е на 989 m надморска височина, максималната му дълбочина достига до 24 m, средната е 10 – 12 m, а в по-сухи години спада на около 8 m. Площта му варира от 4,5 до 7,5 ha, а обемът достига до 400 000 m3. Площта и дълбочината се променят в зависимост от количеството валежи през годината. Подводно издигане на терена с височина от 1,5 до 11 m разделя езерото на две части – по-дълбока северна и по-плитка южна.
Синевир има формата на неправилен четириъгълник, а неголеми носове образуват малки заливчета. Бреговете му са стръмни, а на някои места почти отвесни. В западната му част е изградена панорамна площадка, оранично вписана в обкръжаващия ландшафт. В центъра му се издига малко, ниско островче. На брега на езерото, каптиран и заслонен от беседка, извира незамръзващ извор с лечебна вода.

## Произход
Езерото е възникнало през следледниковия период, преди около 10 000 години. Образувало се е след силно земетресение, при което пътят на бързия поток, течащ през планината, е окончателно блокиран. Образувалата се при този процес котловина бързо се напълва от околните потоци. В центъра му се издига малко островче, заемащо не повече от няколко квадратни метра, което се появява само през сухи и горещи лета, когато валежите са били малко. Чистите и прозрачни води на езерото позволяват добре да се вижда дъното му и многобройните риби, плуващи в него.
Гладкото синьо езеро, с по-тъмния остров в средата, особено погледнато от околните върхове, напомня на синьо око с тъмна зеница. Това става повод да се появи ново, алтернативно и романтично име на езерото – Морско око.

## Хидрология
В Синевир се вливат три-четири планински рекички, които поддържат високото ниво на водите му през цялата година. Захранва се и от подпочвените води, които се спускат по планинските склонове. Близо до него се сливат двете малки реки Слобода и Ростока, които дават началото на река Теребля, десен приток на Тиса. На 2 km надолу по течението ѝ в нея се влива река Черна.
Езерото е отточно и нивото му се регулира от подземен ручей, започващ от дъното му. Амплбитудата на колебание на езерните води е 4 – 4,5 m. Повърхностният му отток е прекъснат от планинско свлачище, но водата преминава през своеобразно отверстие на дъното и върви като подземно течение. Излиза на повърхността на 60 m под нивото на езерото и на 350 m от него. Образува малка рекичка, която се влива в Теребля. Благодарение на тази особеност Синевир никога не излиза от бреговете си, дори и при най-проливни валежи и бързо снеготопене.
Тъй като е разположено високо в планината и доста дълбоко, дори през лятото водите му винаги остават студени. Температурата им не надвишава средната стойност от 10° – 12° през лятото. В най-горещите дни водата става по-топла само на 1 – 2 метра от брега, а навътре остава все така леденостудена. През лятото повърхността ѝ може да се нагрее до 18°, но заради слабото вертикално движение на водните маси, с увеличаване на дълбочината тя спада до 4° – 5°. Езерната вода се отличава с необикновен вкус, тъй като е лишена от хлориди.

## Флора и фауна
Езерото е обкръжено от вековни букови и иглолистни дървета, главно крапатски смърч и ела, които достигат почти до повърхността на водата. Много от тях са по-стари от 100 години, а голяма част са 140 – 160 годишни. В парка се срещат около 90 вида редки и изчезващи растения, а в Червената книга на Украйна са записани 22 вида животни и 40 вида растения.
Въпреки че наоколо често има туристи и е многолюдно, напълно възможно е край езерото да се срещнат диви животни. По бреговете и околността живеят планинска сърна, европейски елен, мечка, рис, вълк, лисица, язовец, хермелин и много други редки животински видове. Броят им расте, заради строгата забрана за лов в околността.
Водите на Синевир са кристално чисти и богати на кислород и това дава възможност в него да се въди меджид и голямо количество пъстърва, която може да живее само в чисти и студени води. В езерото са открити три вида пъстърва – езерна, дъгова и изворна. Риболовът тук обаче е забранен. В близката околност текат няколко рекички, където тази риба може да се лови. Също толкова многобройни в езерото са и раците.

## Туризъм
Територията около езерото е внимателно разработена и подготвена за туристически посещения, а всички признаци на цивилизацията са изкусно вписани в околната среда. Около езерото са поставени декоративни скулптури.
Езерото и националният парк често са посещавани от туристи – пеша с раници и палатки, с автомобили или автобуси. Приближаването на автомобили на повече от 0,5 km от парка е забранено. Организират се екскурзии от различни населени места в страната.
Територията на езерото и парка се намират под охрана и са забранени ловът, дърводобивът и всякаква друга намеса в дивата природа. Синевир привлича мноко пешеходни туристи, но за тях съществува сериозен проблем. Те могат да опънат палатки или да запалят огън на не по-малко от 50 m от водата. В противен случай са предвидени огромни глоби. Палатки могат да се опънат и извън територията на парка.
Недалеч от езерото се намира единственият в Европа музей, посветен на смъкването по буйните планински реки на дървени трупи, завързани един за друг като салове. Разположен е при вливането на река Черна в Теребля, там, където през 19 век е изградено оригинално техническо съоръжение – дървена стена с дължина 80 m, ползвана за спиране на саловете, също завързани един за друг така, че бразуват дълга верига. Подобен музей има още само в Канада.

## Легенди
Място, което е толкова красиво, обикновено ражда поетични легенди, изпълнени с море от любов, сълзи и страдания. Най-популярната от тях разказва за Син, дъщеря на местния граф. Тя била много красива, очите ѝ били дълбоки и сини като небето. Веднъж тя събирала цветя в гората и срещнала овчаря Вир, който свирел на тръстиков свирел. Двамата младежи се влюбили и девойката все по-често ходела на разходка в гората и слушала музиката на овчаря. Графът разбрал това и строго забранил тези срещи. Влюбените, обаче, продължили да се виждат и след заповедта на графа. Тогава разяреният баща наредил да унищожат младия мъж. Убийците издебнали овчаря и бутнали върху него голям камък. Когато девойката разбрала за смъртта на любимия, прегърнала камъка и горко заплакала. Сълзите се леели и леели и скоро напълнили цяло езеро, а самата Син изчезнала в дълбоките му води. Само островчето в центъра показва мястото, където се е удавило красивото момиче.
Легендата става причина край езерото да бъде поставена 13-метровата скулптурна фигура „Сълзите на любовта“, изваяна от червено дърво. Изработена е през 1984 г. от зкарпатските скулптори Иван Бровди и Михаил Санич. Изобразява двамата влюбени – девойката Син и младежа Вир. Според легендата, те са причината езерото да получи това название, събирайки в едно имената им.
Съществува и друго предание, което не обяснява името на острова, но също е пропито с тъга и любов. Веднъж вълци нападнали стадото на младия овчар Иван и изяли всички овце. Иван не посмял да се появи пред графа без стадото му, простил се с любимата и заминал в чужди земи. Всеки ден тъгувал за дома и любимата и нощем изливал своята печал пред морските вълни: „Всесилно море, поне един път погледни към моята Верховина и предай поклон пред родната земя!“ Стихията послушала молбата му, морето пробило планината и погълнало във водите си графа и слугите му. После се взряло в годите Карпати и решило да остави завинаги частица от себе си като чистото езеро Морско око.

## Любопитно
През 2014 г. край езерото е сниман първият украински художествен, триизмерен филм на ужасите – „Синевир“. Фабулата разказва за страшно чудовище, което живее на брега на езерото и ходи на лов за хора. Режисьори са Александър и Вячеслав Альошечкини, а главните роли се изпълняват от Сергей Романюк и Альона Лавренюк.